# Muralles d'Oriola
Les muralles de la ciutat d'Oriola constituïen una construcció defensiva d'origen greco-cartaginesa, que es va construir aprofitant les defenses naturals amb les quals comptava la ciutat (el riu i la muntanya posterior denominada de Sant Miquel). Les muralles circumdaven la ciutat i al seu interior posseïa una muralla interna que envoltava i protegia el castell. Aquesta construcció es trobava al voltant del castell disseminada per la muntanya de San Miguel formant un anell defensiu intern.

## Història
Les muralles de la ciutat van ser durant segles una de les defenses de la mateixa, a més dels elements geogràfics com el riu o les muntanyes posteriors.
La ciutat, a pesar de ser fundada pels grecs, no va ser plaça defensiva fins que Amílcar Barca va passar per allí i va establir en ella un fort de defensa de rereguarda aprofitant l'altitud de la muntanya de Sant Miquel, que atorgava una visió quasi completa de la Vall del Segura.
Les actuals muralles van ser construïdes en època visigoda i reconstruïdes en època almohade. Van ser reformades diverses zones al segle xiv, després de la Guerra amb Castella, en haver estat donades pel setge que el rei de Castella va mantindre a la ciutat durant 12 anys. El rei Pere IV el Cerimoniós va ordenar que es reconstruïren les parts danyades i que s'elevara l'altura de les mateixes.
Ja al segle xvi, el rei Felip II va manar als seus arquitectes per arreglar i reformar les mateixes, amb la finalitat d'atorgar una major eficàcia defensiva a les muralles de la primera ciutat de la Governació.
Les muralles posseïen dos cinturons, un d'extern que protegia a la ciutat i un altre intern que protegia al Castell i al Alcassaba d'Oriola, anomenada aquesta última muralla del Castell. Al Segle XVIII, el rei Felipe V, de la mà del Cardenal Belluga, va manar destruir les muralles de la ciutat amb la finalitat de deixar-la en indefensa, com a càstig per no haver donat suport a la seua causa en favor l'Arxiduc Carles d'Àustria (futur Emperador Carles VI d'Àustria).
En l'actualitat, queden diversos llenços complets i diverses torres, així com una porta d'accés a la ciutat, de les cinc que hi havia.
Alguns dels elements que romanen són:

## Portes d'accés

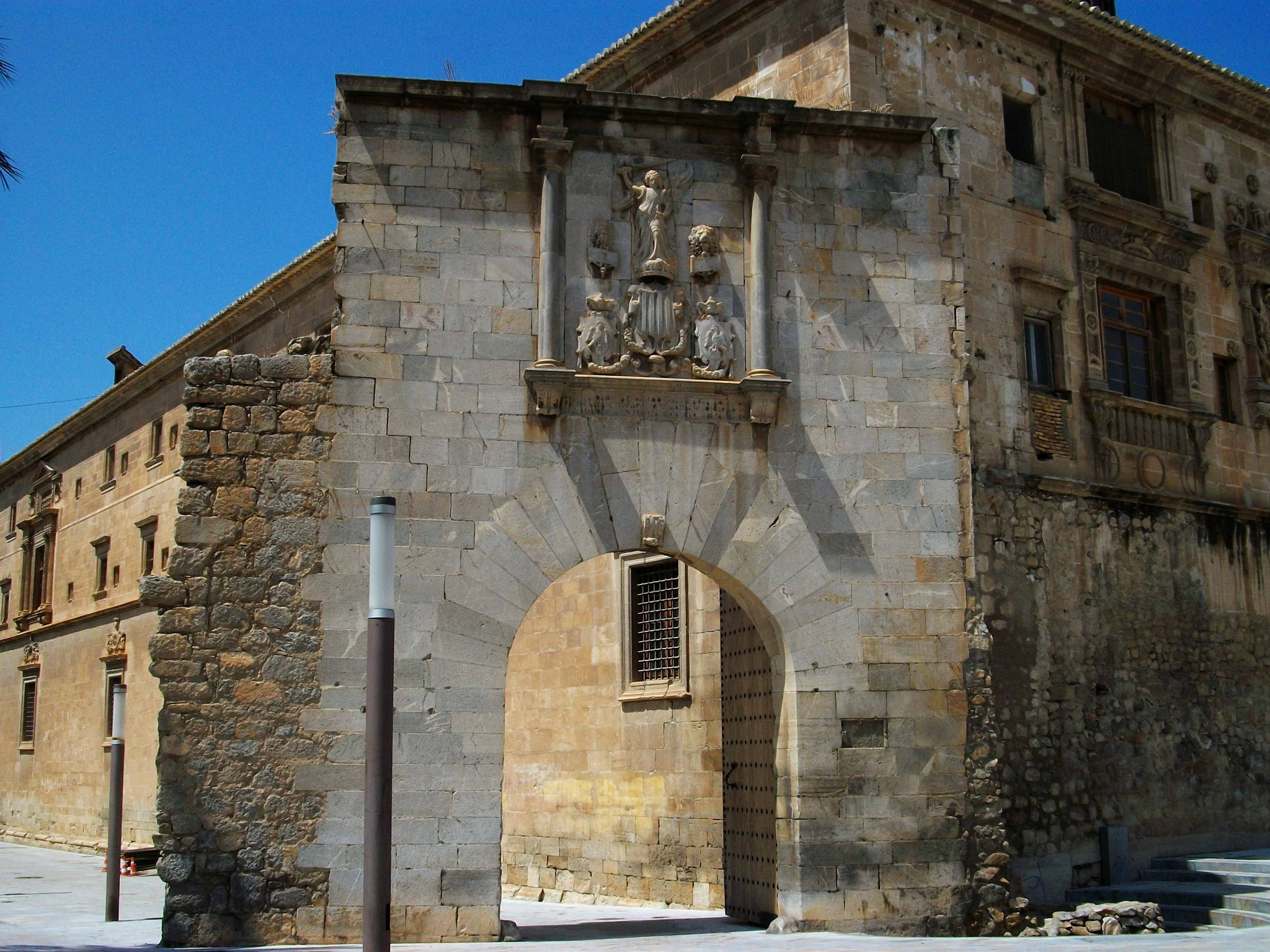
Porta de l'Olma, l'única que roman en l'actualitat.

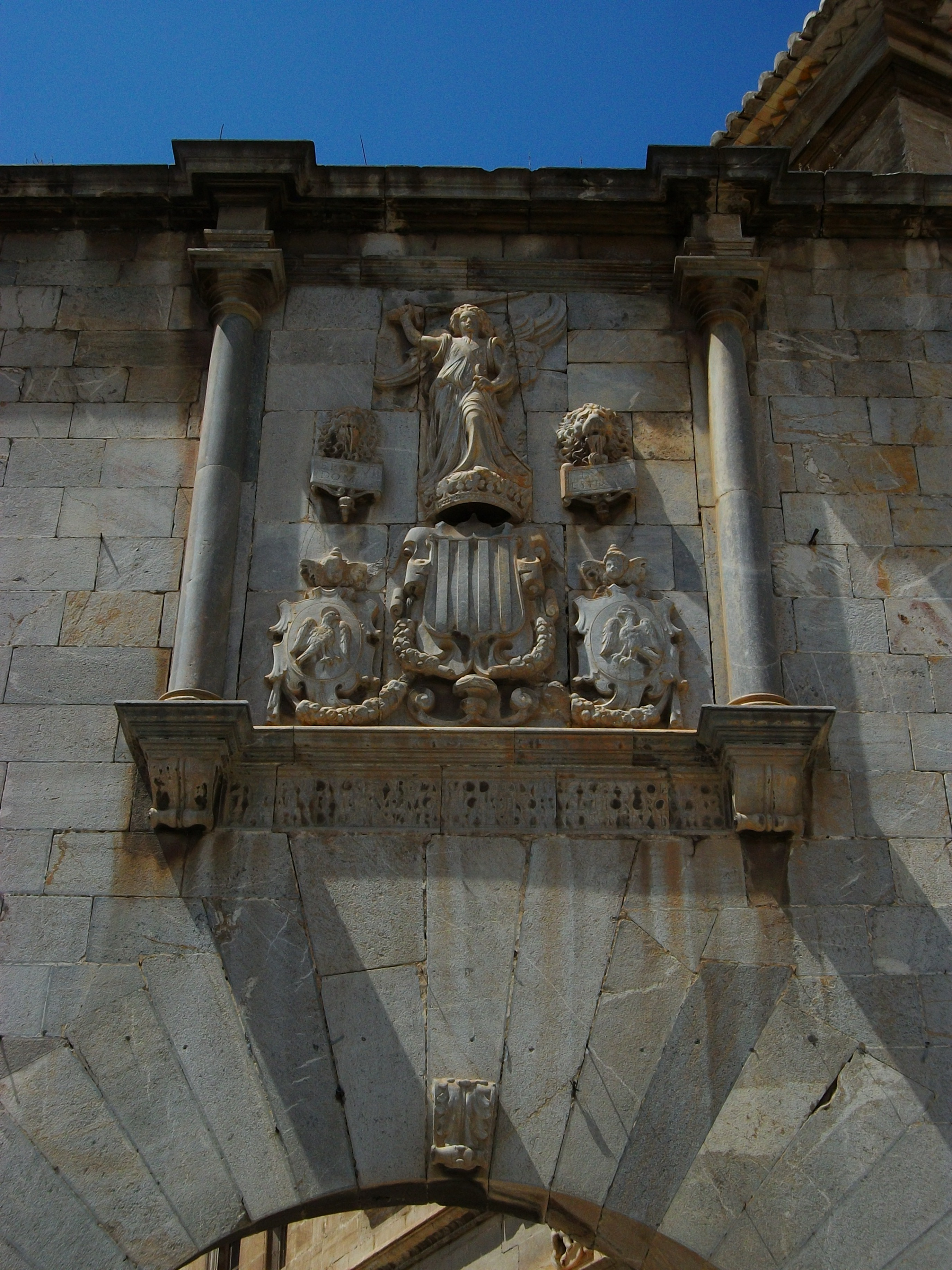
Detall.

La ciutat posseïa deu portes d'entrada a la mateixa, de les quals es té documentació de la seua existència. No obstant això, no hi ha cap prova que existira la Porta de la Traïció, per on, suposadament, va entrar l'armengola cap al castell. Entre les portes que el viatger podia trobar a la ciutat estaven:
- Porta de la Traïció, no existeix documentació de l'existència d'aquesta porta. Tan sols es parla d'aquesta porta en la llegenda de la armengola. Suposadament, donava accés al castell per la part del Rabaloche. Per aquest motiu s'anomena de la traïció, doncs va ser la porta per la qual, segons la llegenda, els cristians van prendre a traïció el castell i la ciutat als musulmans durant la Reconquesta.[4]

- Porta de Múrcia. Construïda en l'eixida cap a Múrcia, a la zona de l'actual barri del Rabaloche. Molt prop de l'actual Església de Montserrat.[4]

- Porta del Pont. Es trobava al pont de ponent o pont vell, d'ací el seu nom. Des d'aquesta porta s'accedia al centre de la ciutat i al camí que donava a la Meseta de Sant Miquel (seminari) i al Castell d'Oriola. Possiblement, estaria la porta flanquejada per dues torrasses defensives que protegien una de les principals portes de la ciutat. Tant aquesta porta com la de Múrcia eren d'origen islàmic, ja que es trobaven al recinte fortificat originari.[4]

- Porta de Sant Agustí. Donava accés al raval de Sant Agustí, el qual, i a causa de l'expansió de la ciutat, es troba en l'altra riba del riu. Es creu que aquesta porta es trobava al voltant del Col·legi Jesús i Maria. La seua construcció és d'origen picapedrer.[4]

- Porta del bordell o de la Mancebería. Altra de les tres portes que donaven accés al raval de Sant Agustí. Se situava al final del carrer de la mancebería. El seu nom ve al fet que, possiblement, pegat a aquesta porta es trobava un dels bordells més populars de la ciutat d'Oriola.[4]

- Porta de Magastre. Des d'ella també es podia accedir al raval de Sant Agustí. Molt propera a la zona coneguda com el riacho, al voltant de la meitat del carrer Sant Pasqual.[4]

- Porta d'Elx. Comunicava el carrer major i el carrer dels hostals, respectivament Ramón y Cajal i Alfons XIII. Es creu que es trobava a la zona on se situa l'Hotel Palau Tudemir. Molt prop de la torre de la passió i possiblement protegida per més d'una torre ja que no es trobava flanquejada pel riu, el qual servia com a barrera natural.[4]

- Porta Nova. Una de les portes que es van construir després de l'ampliació de les muralles de la ciutat. Orientada a llevant, donava al carrer de la fira.[4]

- Porta de Crevillent. La més propera a la serra. Des d'aquesta porta es podia accedir al carrer de dalt o carrer dels oms. Possiblement situada al voltant dels nous jutjats d'Oriola.[4]

- Porta de Callosa o de l'Olma. És una de les dues portes que formaven la muralla que protegia el raval de Sant Joan. Des d'aquesta porta es podia accedir al Camí Vell de Callosa. A més, és l'única porta d'entrada a la ciutat que queda després de la solsida de les muralles per ordre de Felip V després de la Guerra de Successió Espanyola, el que fa suposar que el Col·legi de Santo Domingo influïra en la seua conservació. És d'origen almohade, encara que el rei Felip II va manar reformar-la en el s. XVI. En la part alta es troba timbrada per l'escut de la ciutat i sobre ell un alt relleu amb la imatge de Sant Miquel, protector de la ciutat. Hui dia segueix realitzant-se en ella el ritual de l'entrada dels prelats d'Oriola a lloms d'una somera venint des de Castella. Es troba al costat del Col·legi del Patriarca o de Santo Domingo. A més, aquesta porta compta amb una gran quantitat de marques de picapedrer entre les quals es troben lletres, eines dels constructors, nombres, estels de cinc puntes, símbols religiosos i altres signes de tipus circular que van gravar en pedra els mestres constructors. És també un Bé d'Interés Cultural.[4]

- Porta d'Almoradí. Es trobava al final del carrer de la corredissa o pintor Agrasot, a l'altura de la Porta de Callosa. Va ser derrocada i alçada per segona vegada en 1602. Des d'aquesta porta, els viatgers que partien de la ciutat prenien el camí cap a la veïna població d'Almoradí. Entre aquesta porta i l'anterior es trobava la torre defensiva d'El Greco. En la part més propera al riu, és a dir, a l'altre costat de la Porta de Callosa, es trobava la Torre Esquinera, la qual, es trobava al cantó sud-est de la ciutat, molt prop del Segura.[4]

## Muralla en l'actualitat
La destrucció que de la muralla feta pel cardenal Belluga, ordenat així pel Rei Felip V, va donar lloc al fet que en l'actualitat no existisca una muralla uniforme. Només existeixen torrasses i llenços de manera discontínua.

### Llenç de muralla de les Saleses
Situada al soterrani de l'Aulari de la Universitat Miguel Hernández es troba part de la muralla formada per un llenç en el qual s'integren quatre torrasses d'origen Almohade, modificades en el S. XIV. Junt a ella es poden visitar banys àrabs, habitatges islàmics i restes d'edificis gòtics i barrocs, així com restes del Palau del Rei Ferran d'Antequera, i restes arqueològiques de l'aixovar dels habitatges almohades que en ell es troben. El Museu de la Muralla, que el conté va ser declarat Bé d'Interés Cultural.

### Torres

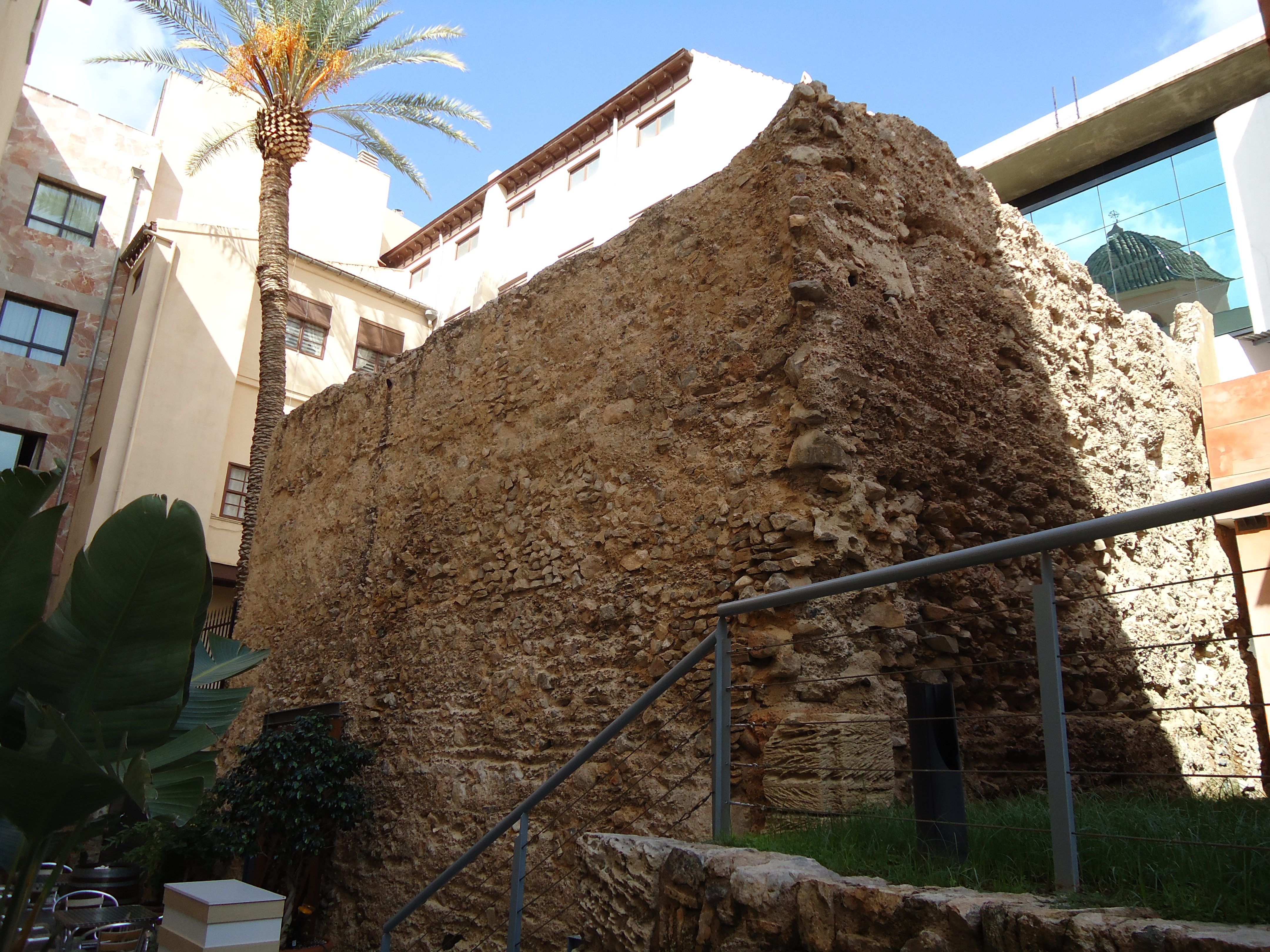
Torre del passatge de la Passió.

- Torres de Montserrat. Restes arqueològiques de la muralla de la ciutat. Posseeix dues torrasses de la muralla de la ciutat, propers a l'antiga porta de Múrcia. Es troba al costat del Santuari de Montserrat, al carrer torreta. Està declarada Bé d'Interés Cultural.[4]
- Torre passatge de la passió. Torre i Restes arqueològiques de la muralla de la ciutat situats al pati de la casa Casinello i a la plaça dels cantors de la passió. És una torre de planta quadrada reformada en el S.XIV. Està declarada Bé d'Interés Cultural.[4]
- Torre d'en Vergonyes. Torre de planta hexagonal, obra de tapiera de morter de calç i arena que inclou graves i pedres calcàries de diferent grandària. Apareix citada en les fonts escrites com a Torre del Cantó o de Don Ramón. És de cronologia almohade i servia per a la defensa de la ciutat amb la finalitat d'albirar instrusos que pretenien la conquesta de la ciutat a través del Segura o la zona central de l'Horta. Està declarada Bé d'Interés Cultural.[4]
- Torres del Seminari. Es tracta de dues torres de la muralla interior pertanyent al Castell. Estan situades a la zona aquest de l'edifici del Seminari. Està declarada Bé d'Interés Cultural.[4]